# ゲイリー・シュミット
ゲイリー・シュミット（Gary Schmidt、1957年 - ）は、アメリカ合衆国の児童文学研究者、作家。ニューヨーク州ヒックスヴィル生まれ。
カルヴィン大学文学部教授として教鞭を執る傍ら、自ら創作も行っており2005年に"Lizzie Bright and the Buckminster Boy"（リジー・ブライトとバックミンスター・ボーイ）、2008年に"The Wednesday Wars"（水曜日戦争）でニューベリー名誉賞を2度にわたり受賞している。
日本語訳された作品には「最高の子 牛小屋と僕と大統領」（"First Boy"、講談社文庫、2006年）がある。